# Český svaz ochránců přírody Vlašim
Český svaz ochránců přírody Vlašim (ČSOP Vlašim) je občanské sdružení založené ve Vlašimi 25. září 1990. Navazuje na činnost Spolku pro okrašlování a ochranu domoviny, který byl ve Vlašimi ustaven 23. dubna 1899. ČSOP Vlašim je pobočným spolkem – základní organizací Českého svazu ochránců přírody. Posláním ČSOP Vlašim je ochrana přírodního a kulturního dědictví především na Podblanicku.
Sídlem a zároveň centrem aktivit Českého svazu ochránců přírody Vlašim je Podblanické ekocentrum ČSOP Vlašim, nacházející se v centru města Vlašimi.

## Záchranná stanice pro živočichy

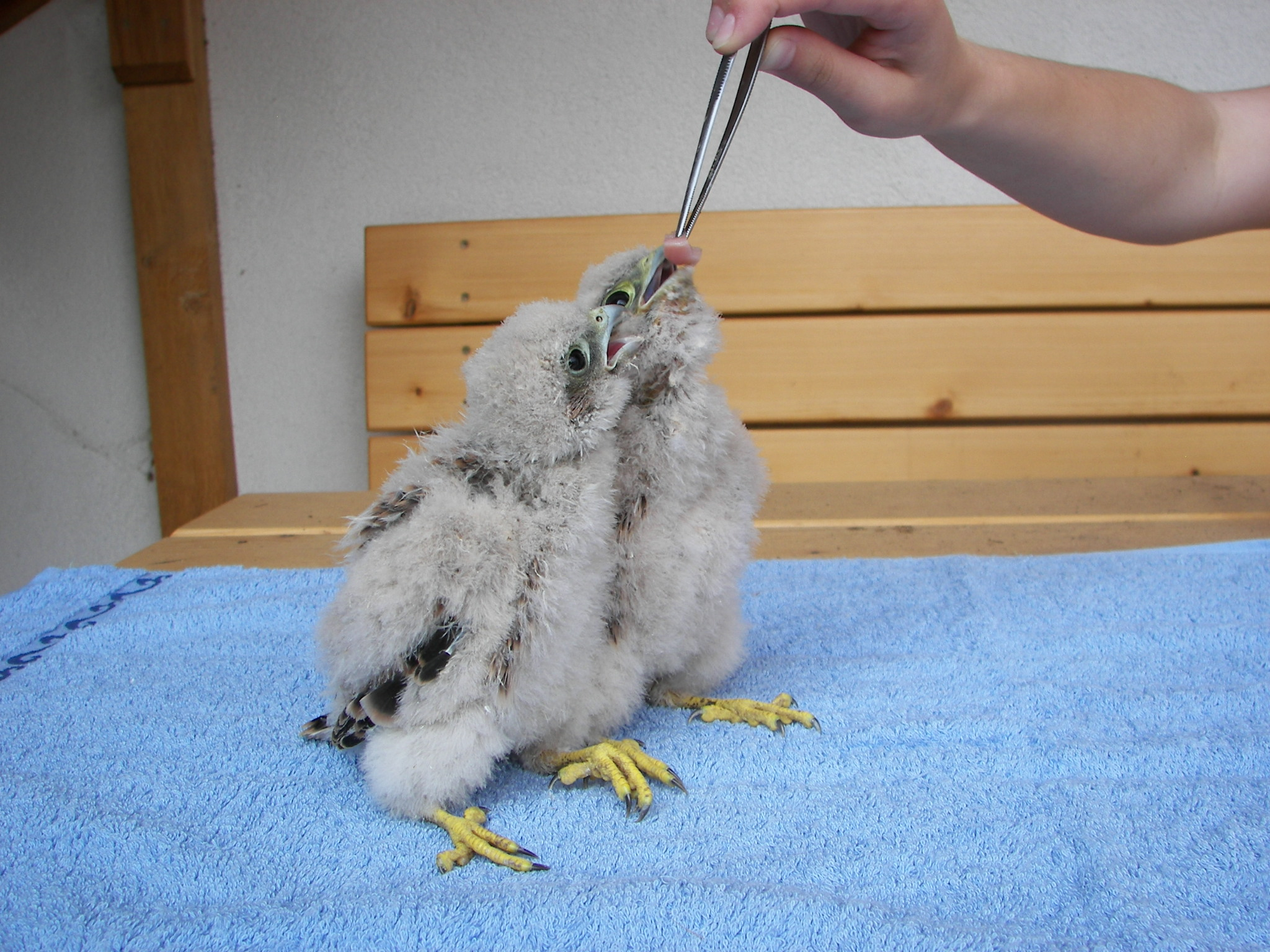
Dokrmování mláďat poštolek obecných

V roce 1994 byla založena Českým svazem ochránců přírody Vlašim Záchranná stanice pro živočichy Vlašim. Je členem národní sítě stanic pro handicapované živočichy. Posláním Stanice je péče o zraněné a jinak postižené volně žijící živočichy a jejich návrat do volné přírody. Mezi další činnosti patří záchranné transfery, environmentální vzdělávání, výchova a osvěta.

## Podblanická galerie

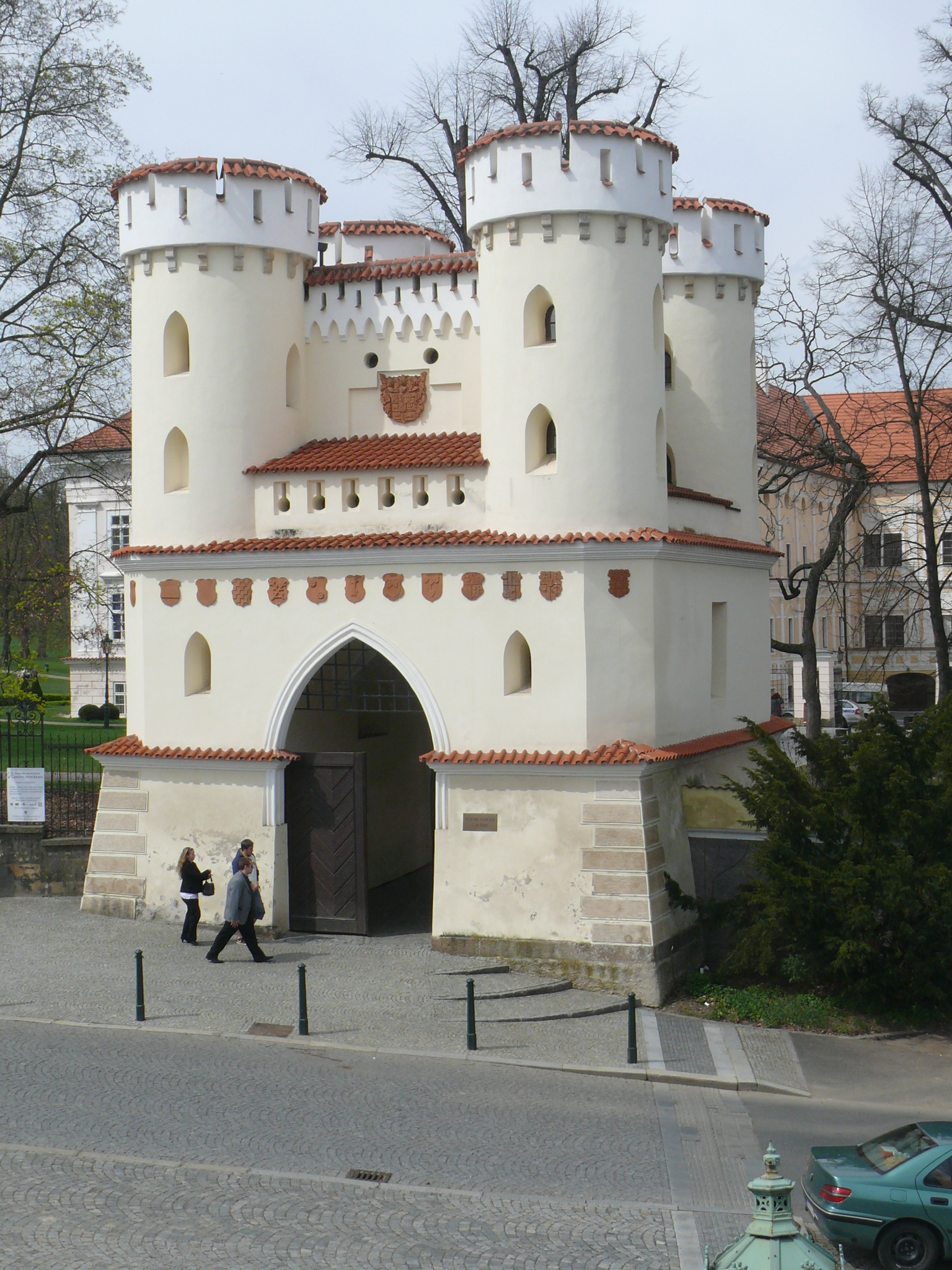
Podblanická galerie

Podblanickou galerii provozuje ČSOP Vlašim ve Vlašimské bráně, novogotické stavbě v parku u vlašimského zámku. Tu v letech 2005 a 2006 rekonstruoval a zpřístupnil veřejnosti. Podblanická galerie byla otevřena v květnu 2006. Od té doby je zde stálá výstava profesionálních i neprofesionálních výtvarníků z Podblanicka. Mimo stálé výstavy galerie pořádá také samostatné výstavy. Součástí galerie je ateliér podblanického malíře Stanislava Příhody, do kterého mohou návštěvníci také nahlédnout.

## Vydavatelská činnost
ČSOP Vlašim ve spolupráci s Muzeem Podblanicka a Správou Chráněné krajinné oblasti Blaník vydává vlastivědný čtvrtletník Benešovska, Vlašimska, Voticka, Českého Meránu a Dolního Posázaví s názvem Pod Blaníkem. Časopis uveřejňuje příspěvky o přírodě, krajině, životním prostředí, technických památkách, kultuře, historii i současném dění na Podblanicku vymezeném přibližně hranicemi okresu Benešov. Každý rok vychází samostatná monotematická příloha.
ČSOP Vlašim dále vydává regionální publikace v edicích Pod Blaníkem, Přírodou Podblanicka a Kraj Blanických rytířů.